# Valérie Glatigny
Pour les articles homonymes, voir Glatigny.
Valérie Glatigny, née le 13 novembre 1973 à Marche-en-Famenne, est une journaliste, fonctionnaire européenne et femme politique belge libérale. 
Elle participe au gouvernement de la Communauté française de Belgique de 2019 à 2023.
Elle revient au gouvernement le 15 juillet 2024, en tant que ministre de l’Éducation et de l'Enseignement de promotion sociale de la Fédération Wallonie-Bruxelles.

## Biographie

### Formation
Originaire de la région de Marche-en-Famenne, Valérie Glatigny a étudié la philosophie et obtenu l’agrégation de philosophie.  

### Carrière professionnelle
Valérie Glatigny commence sa carrière comme journaliste radio. Elle rencontre Louis Michel [Quand ?]. Il lui propose de rejoindre le Mouvement réformateur et elle accepte. 
Elle s'installe à Bruxelles et travaille à la Commission européenne aux côtés de Louis Michel, alors commissaire chargé du Développement et de l'Aide humanitaire.     
Elle travaille aux côtés de la députée européenne Frédérique Ries, et ensuite du président de l’Alliance des Démocrates et des Libéraux pour l’Europe Guy Verhofstadt.     
Elle travaillera également au sein de la commission sur les libertés civiles, avant d’être choisie par son groupe politique ADLE – Renew Europe) pour devenir conseillère détachée auprès du président du Parlement européen[réf. nécessaire].    
Elle se présente au suffrage des électeurs lors des élections européennes du 26 mai 2019, comme première suppléante de la liste MR. Elle obtient 19 165 voix de préférence[réf. nécessaire].
Lors des nominations pour les postes de ministres du gouvernement de la Communauté française mené par le libéral Pierre-Yves Jeholet, elle est nommée ministre de l'Enseignement supérieur, de la Promotion sociale, de la Recherche scientifique, des Hôpitaux universitaires, de l'Aide à la jeunesse, des Maisons de Justice, de la Promotion de Bruxelles, de la Jeunesse et du Sport, par le président du MR, Charles Michel. 
Elle prête serment le 17 septembre 2019.
Le 6 juillet 2023, après 4 années de mandat, elle annonce sa démission pour raison de santé,. 
Elle quitte son activité publique en vue de se consacrer à son travail au Parlement européen, où elle occupe la fonction de chef d'unité au sein du groupe Renew Europe[réf. nécessaire].
Elle est élue députée à la Chambre des représentants à la suite des élections législatives fédérales belges de 2024 avec 25 021 voix de préférence. 
Elle prête serment le 10 juillet devant la Chambre de représentants. Elle est désignée ministre au sein du gouvernement de la Communauté française de Belgique, quelques jours plus tard. Elle prête serment en tant que vice-présidente et ministre de l'Éducation et de l'Enseignement de promotion sociale, le 16 juillet 2024. 
Elle est remplacée à la Chambre des représentants par son suppléant, Pierre Jadoul. 
Elle prépare la réforme sur la suppression du système des nominations des enseignants au profit d'un contrat à durée indéterminée.

## Vie privée
Elle habite à Auderghem, en Région bruxelloise.

## Décoration
- Commandeur de l'ordre de Léopold (2024)[12].